# Resistenza di isolamento
La resistenza di isolamento è uno dei tre parametri, i cui valori devono risultare al di sopra di una certa soglia, stabilita dalle norme di sicurezza elettriche.
Tali parametri sono riferiti a tutte le apparecchiature e dispositivi elettrici costruiti con isolamento in Classe I, ovverosia, tutti gli apparecchi alimentati dalla rete a 230 volt, che necessitano di essere collegati alla presa di terra tramite il polo dedicato, presente sulla spina del cavo di alimentazione (frigorifero, lavatrice, personal computer, ecc..). 
La resistenza di isolamento serve ad accertare che vi sia un adeguato isolamento tra i due poli (fase e neutro) del manufatto, e le parti metalliche (telaio), accessibili all'utilizzatore.
 La procedura consiste nell'applicare una tensione continua di circa 500 volt, e rilevare dopo 60 secondi tramite un megaohmetro, il valore di resistenza, normalmente deve essere superiore ai 2 Mohm.
Il secondo parametro è la rigidità dielettrica, eseguita nelle stesse condizioni.
 Si applica una tensione alternata di 1500 volt per alcuni secondi e si misura la corrente dispersa chiamata anche corrente di fuga, prima in un polo e poi nell'altro.
 Il valore non deve risultare superiore a qualche microAmpere. 
Il terzo parametro è la resistenza del contatto di terra.
 Si verifica la bontà del collegamento al telaio del polo di terra della presa di alimentazione, facendo scorrere una corrente dai 12 ai 25 ampere (a seconda del peso del manufatto), tra il polo di terra e il telaio metallico.
 Misurando la caduta di tensione si ricava la resistenza del contatto, normalmente intorno a 0,1 ohm.
Queste misure, nelle grandi produzioni, vengono effettuate da sistemi automatici, con possibilità di archiviare i valori misurati, abbinandoli alla matricola del manufatto.
Una curiosità: negli anni 80, una mattina su una linea di produzione nello stabilimento Olivetti di Scarmagno, nessun computer riusciva a superare il test di rigidità; il sistema automatico di fine linea, costituito da un sistema modulare fornito dalla società LAEL di Milano, scartava inesorabilmente tutti i computer. Occorse un po' di tempo per comprendere che l'origine della causa, risiedeva in una nuova fornitura di alimentatori; responsabili del valore fuori specifica della corrente di fuga, erano i due condensatori facenti parte del filtro antidisturbo di rete, collegati tra i poli fase-neutro, e la massa del telaio.
Anche il semplice cavo di alimentazione, se costruito con materiali scadenti può risultare non conforme alle specifiche di sicurezza. Intere partite di cavi furono scartate, non riuscendo a superare il test "resistenza di isolamento"; sottoposti a una tensione di 500 volt, la corrente dispersa nel cavo era tale, da fornire un valore di resistenza al di sotto della soglia minima del parametro.